# Santo Tomás (Colombia)
Santo Tomás is een gemeente in het Colombiaanse departement Atlántico. De gemeente telt 23.188 inwoners (2005).

## Geboren
- Luis Muriel (1991), voetballer

- Library of Congress Control Number: n96020726
- Nationale Bibliotheek van Israël: 987007537800105171
- Virtual International Authority File: 150260643

Baranoa
· Barranquilla
· Campo de la Cruz
· Candelaria
· Galapa
· Juan de Acosta
· Luruaco
· Malambo
· Manatí
· Palmar de Varela
· Piojó
· Polonuevo
· Ponedera
· Puerto Colombia
· Repelón
· Sabanagrande
· Sabanalarga
· Santa Lucía
· Santo Tomás
· Soledad
· Suan
· Tubará
· Usiacurí